# Vainakh
Le vainakh (aussi orthographié vaynakh) est une macro-langue qui se compose du continuum de dialecte entre les langues tchétchène et ingouche, principalement parlées en Russie, dans les républiques de Tchétchénie et Ingouchie, ainsi que dans la diaspora tchétchèno-ingouche.